# ファニー・メンデルスゾーン
ファニー・メンデルスゾーン＝ヘンゼル（Fanny Mendelssohn-Hensel, 1805年11月14日 - 1847年5月14日）は、ドイツのピアニスト・作曲家・指揮者。19世紀前半において、フランスのルイーズ・ファランクと並んで女性作曲家のパイオニアとなったことにより、女性作曲家およびジェンダー研究の対象として再認識されている。
旧姓による呼び名ファニー・メンデルスゾーン（ファニー・ツェツィーリエ・メンデルスゾーン＝バルトルディ Fanny Cäcilie Mendelssohn-Bartholdy）からもわかるように、作曲家フェリックス・メンデルスゾーンの姉としてよく知られている存在であるが、近年彼女自身の作曲家・ピアニストとしての業績が見直され再評価されつつある。なお、洗礼名ツェツィーリエは、音楽の守護聖人で古代の殉教者セシリアにちなんだものである。このため下図に見られるファニーの姿は、守護聖人セシリアを彷彿とさせる姿に美化されている。
以前は結婚後のファニー・ヘンゼルの姓名で知られていたが、現在では、有名な弟フェリックスや偉大な一族とのつながりのほうがより重視され、ファニー・メンデルスゾーン＝ヘンゼルの呼称が定着している。

## 生涯
ハンブルクでユダヤ人上流階級に生まれる。母方の一族は、大バッハの次男カール・フィリップ・エマヌエル・バッハのパトロンであり、またその鍵盤楽器の弟子でもあった。このためメンデルスゾーン家には音楽が根付き、子供たちは作法や語学教育などと並んで音楽教育を受けた。
特にファニーとフェリックスは、ピアノと音楽理論、指揮という共通の音楽教育を受けた。弟と同じく彼女もまた、幼少の頃より並外れた音楽的才能を披露し、作曲も始めた。フェリックスは姉の才能を理解し、高く評価してさえいたが、女性が職業に就くことをはしたないとする当時の風潮からぬけ切れず、姉が職業芸術家として活動することに積極的に同意することができなかった。あるいは、似たような才能を持つ姉をライバル視していたのかもしれない。
父親の姿勢は息子フェリックスほど複雑でなく、娘ファニーに、「お前は弟の天才が理解できるのだから、それで満足しなさい」と明快に言い切った。実際ファニーとフェリックスは、一生を通じて、今日研究の対象とされるほど膨大な往復書簡を残しており、その中でファニーは、しばしば弟の作品に助言と批評を与えている。ファニーは弟フェリックスにとって良き理解者だったと言えるが、父親は彼女に、弟の相談相手になることを本心から促していたわけではなく、作曲と自作の演奏を諌めようとしたのである。
1829年、何年かの交際の後、宮廷画家のヴィルヘルム・ヘンゼルと結婚し、翌年には一人っ子のセバスチャン・ヘンゼルを出産した。ヘンゼルは、姉弟の作品がよく演奏されるメンデルスゾーン家の音楽サロンや文芸サロンに出入りしており、ファニーとのなれ初めもそこだった。ファニーが身分にふさわしいとされた貴族や知識人ではなく、当時まだ職人階級と見なされていた画家と結婚したことについて、ジェンダー研究者はそこに父親への反抗を見出している。
1838年にはピアニストとしてデビューする。デビュー曲は、弟フェリックスの『ピアノ協奏曲第1番』であった。この頃にはファニーの作曲活動も再び活発になっている。
夫ヘンゼルは、ファニーの音楽的才能の最大の理解者であり、自作を公表・出版するようファニーに根気よく説得した。1840年代の世を去るまでの数年間、ファニーが意欲的に作品の創作・出版に取り組んだのは、夫の励ましによるところが大変大きく、それによってファニーは、一時期おち込んだジレンマから脱出することができたのだった。
ファニーは出産後、夫の任務にしたがってヨーロッパ各地を転々とした。プロイセン（ベルリン）に帰国し音楽活動に再び意欲的に取り組み始めた矢先の1847年5月14日、弟フェリックスの『最初のワルプルギスの夜』をリハーサル中に突如脳卒中に倒れ、そのまま帰らぬ人となった。
ファニーの急逝が弟フェリックスに与えた衝撃は測り知れず、フェリックスは、姉ファニーの代わりにその遺稿を整理している最中、わずか半年後の1847年11月4日、姉と同じ脳卒中に倒れ、そのまま急逝した。

## 作品
ファニーは、個別に数えると600曲近い作品を遺したと言われている。あまりにも膨大な数から、その全貌が解明されたとはまだ言えない。しかし、楽譜の出版や演奏・録音によって、作品の一部は身近になりつつある。
作品に管弦楽曲と室内楽はほとんどなく、ピアノ曲と声楽曲が莫大な作品数の中心を占めている。現在とりわけ有名なピアノ三重奏曲は、死後に弟フェリックスの校訂により出版された。
ファニーの多くの歌曲は、当初フェリックスの名の下、作品8と作品9として出版された。その中の1曲である「イタリア」はヴィクトリア女王の愛唱歌となり、フェリックスは女王に謁見した際、「本当は姉の作品なのです」と告白したとのエピソードが伝えられている。
ファニーの歌曲は、しばしばピアノ・パートにおいて、運動的な音型や、妖精的・幻想的な楽想が多用され、このような音楽的趣味から弟メンデルスゾーンの作品との類似が指摘される。しかしながら、抒情歌曲においては、弟の作例よりも旋律線の息が長く、旋律のかもし出す情緒もきわめて濃密である。このためファニーの歌曲は、シューベルト以降のドイツ・リートの中で、独自の重要性をもつものとして再認識が進められるようになった。
ピアノ曲は自由形式のキャラクター・ピースが多く、歌曲の様式が採用されている。単旋律と伴奏音型からなる単純な書法は、19世紀初頭に流行した「ロマンス」のパターンを踏んでいる。しかしながらファニーは、そこに巧妙な転調や印象的な旋律をしかけて、独自のジャンルへと高めた。これが無言歌（Lied [Lieder] ohne Worte）であり、弟フェリックスの有名な作品を通じて新しいジャンルとして普及されたが、現代の多くの研究者は、無言歌を考案したのはファニーであったと指摘している。ちなみにヘンゼル夫妻ははイタリア滞在中に、ローマ留学中のグノーと親しく交流しており、グノーが後に伝えたところによると、ファニーは「無言歌は私が考え出したのです」と語ったという。
またファニーは、ピアノ・ソナタやピアノ組曲の作曲にも創意を示した。この点においては、弟よりもむしろシューマンに近い。
『ピアノ・ソナタ ト短調』は、表向きは多楽章で構成されているが、実際にはすべての楽章が連結され、しかも循環楽想も使われているために、リストの『ピアノ・ソナタ ロ短調』を予告している。
組曲『12ヵ月』は、性格的小品集ではあるものの、コラール前奏曲やソナタ形式、ロンド形式、無言歌など、新旧の形式やジャンルが駆使されている。この組曲で特徴的なことは、それぞれの楽章が、弟フェリックスのピアノ小品に比べて、規模が大きく構築的で、ポリフォニックで緻密な書法がとられていることである。
『3つの小品』は、オリジナルのピアノの連弾作品である。無言歌的な特徴を持っているため、非常に情緒的である。ただし、難度は非常に高く、演奏にはかなりの技術が求められる。

### 主な作品

#### 室内楽曲
- ピアノ四重奏曲　変イ長調（1822年以前）
- ピアノ三重奏曲　ニ短調 Op.11（1847年?）

#### ピアノ曲
- ピアノ・ソナタ　ハ短調（1823年）
- ピアノ・ソナタ　ト短調（1843年）
- 「一年」Das Jahr（12曲）（1841年）

#### 無伴奏合唱曲
- 六つの園の歌　6 Gartenlieder op.3　混声四部合唱（1846年）

#### 歌曲
以下の６曲は、弟フェリックス・メンデルスゾーンのOp.8の2,3,12、Op.9の7,10,12として出版されている。
- 「郷愁」Das Heimweh
- 「イタリア」Italien
- 「ズライカとハーテム」Suleika und Hatem（二重唱）
- 「あこがれ」Sehnsucht
- 「喪失」Verlust
- 「尼僧」Die Nonne